# 萨拉斯德武雷瓦
萨拉斯德武雷瓦是西班牙卡斯蒂利亚-莱昂布尔戈斯省的一个市镇。总面积13平方公里，总人口149人（2001年），人口密度11人/平方公里。